# Haebaru
Haebaru (南風原町, Haebaru-chō) est un bourg du district de Shimajiri, situé dans la préfecture d'Okinawa, au Japon. Son nom okinawaïen est Feebaru.

## Géographie

### Situation
Haebaru est situé dans le sud de l'île d'Okinawa, dans la banlieue sud-est de la ville de Naha, au Japon.

## Démographie
Au 1er août 2016, la population de Haebaru s'élevait à 37 631 habitants répartis sur une superficie de 10,76 km2.

## Patrimoine culturel et naturel
Le bourg de Haebaru compte douze éléments désignés ou enregistrés comme patrimoine matériel, culturel ou naturel, au niveau préfectoral ou municipal. 
- Nom (japonais) (type d’enregistrement)

### Patrimoine matériel
- Borne d’arpentage (印部土手石?) (Municipal)
- Stèle commémorative de la restauration du pont de Miyagusuku-bashi (修宮城橋碑?) (Municipal)
- Stèle du pont d’Ufi-bashi (宇平橋碑?) (Municipal)
- Tombe de la famille Mabuni (摩文仁家の墓?) (Préfectoral)

### Patrimoine ethnologique
- Lion de pierre de Kanegusuku (兼城の石獅子?)
- Lion de pierre de Motobu (本部の石獅子?)
- Lions de pierre (2) de Teruya (照屋の石獅子?)

### Sites historiques
- Source Hījā-gā et stèle en pierre de Ōna (字大名ヒージャーガーと石碑?)
- Source Ushuku-gā (御宿井?)
- Tunnels-hôpitaux de l’armée d’Haebaru (南風原陸軍病院壕（第１外科壕群・第２外科壕群）?)

### Monuments naturels
- Groupe de ficus de Nakamō-gwā (中毛小のガジュマル群?) (Municipal)
- Groupe de fukugi du site de Haebaru Magiri Banjo (南風原間切番所跡のフクギ群?) (Municipal)